# Eberstall (Jettingen-Scheppach)
Eberstall ist ein Gemeindeteil von Jettingen-Scheppach im schwäbischen Landkreis Günzburg in Bayern.

## Lage
Das Kirchdorf liegt auf der Gemarkung Jettingen circa zwei Kilometer südlich von Jettingen und ist über einen Abzweig der Staatsstraße 2025 zu erreichen.

## Geschichte
Im Hochmittelalter stand der Ort unter der Herrschaft der Edelfreien von Eberstall, ein damals überregional bedeutendes Adelsgeschlecht. Nach deren Niedergang zwang 1268 der bayerische Herzog Ludwig der Strenge die Eberstaller unter seine Lehenshoheit. Um die Mitte des 14. Jahrhunderts starben sie aus. Das Lehen kam 1426 an Konrad von Knöringen, 1459 an Georg von Lichtenau, 1504 an die Herren vom Stain, Reichsritter zu Jettingen, die 1602 das Schloss errichteten. 1664 teilten zwei Brüder sich die Güter Eberstall und Jettingen, 1716–30 wurde der Besitz an die Freiherren (späteren Grafen) Schenck von Stauffenberg verkauft.
Bis zur Gemeindegebietsreform war Eberstall ein Ortsteil der Gemeinde Oberwaldbach.
Am 1. Mai 1978 wurde diese aufgelöst, Eberstall kam zur Gemeinde Jettingen-Scheppach.

## Baudenkmäler

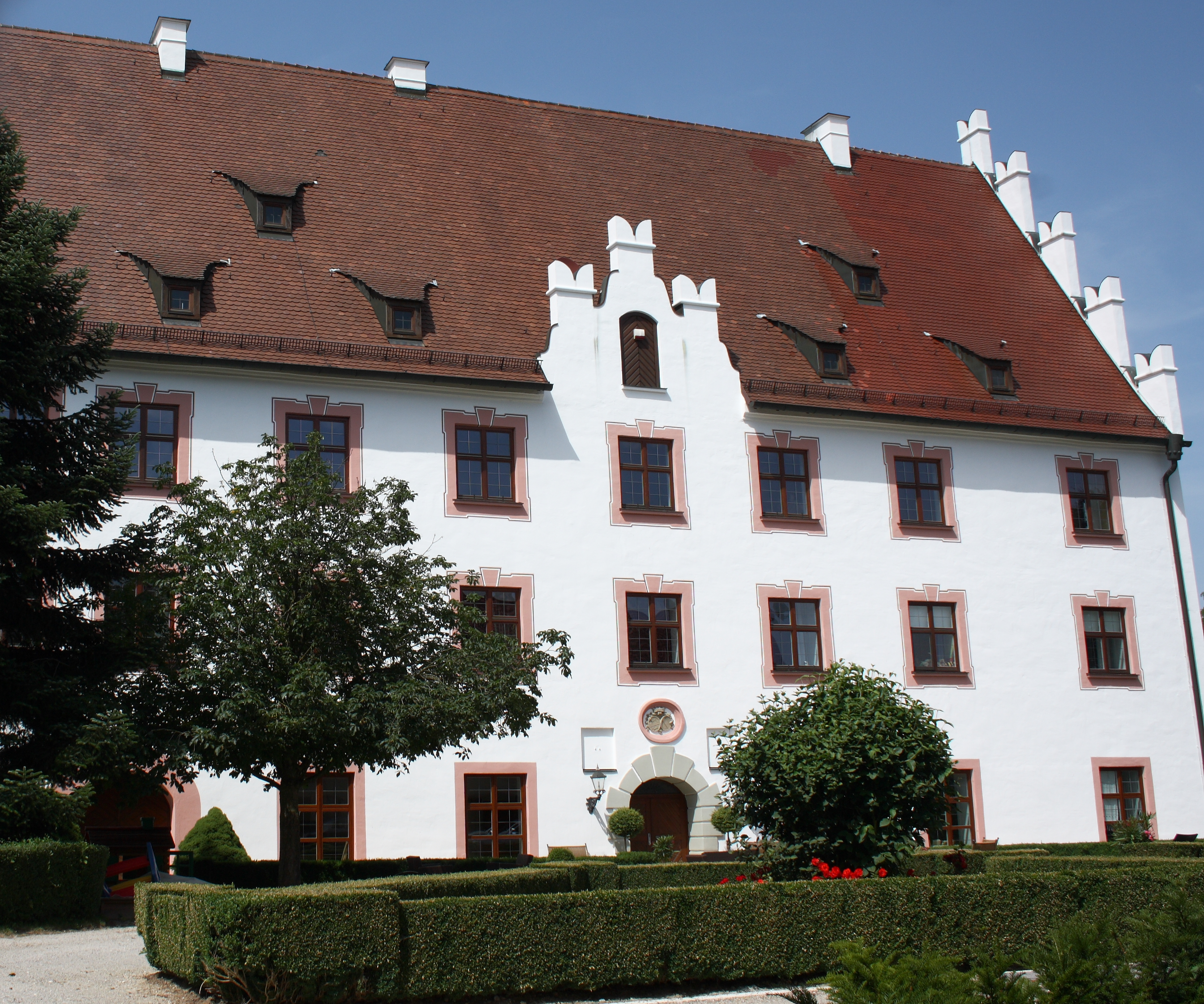
Schloss Eberstall

- Schloss Eberstall, 1268 erstmals erwähnt, 1602 neu errichtet, von 1716 bis 1983 im Besitz der Grafen Schenck von Stauffenberg, dann verkauft, 2005 erneut verkauft.
- Kapelle St. Anna

## Persönlichkeiten
- Carl Wieselsberger (1887–1941), Strömungsmechaniker und Aerodynamiker